# Lepanthes papilionacea
Lepanthes papilionacea är en orkidéart som beskrevs av Salazar, Soto Arenas och O.Suárez. Lepanthes papilionacea ingår i släktet Lepanthes och familjen orkidéer. Inga underarter finns listade i Catalogue of Life.